# 2005-ös magyar birkózóbajnokság
A 2005-ös magyar birkózóbajnokság a kilencvennyolcadik magyar bajnokság volt. Ebben az évben a női 48 kg-ban nem rendeztek bajnokságot. A férfi kötöttfogású bajnokságot szeptember 3-án rendezték meg Ózdon, a férfi szabadfogású bajnokságot augusztus 27-én Budapesten, a Fáy utcai sportcsarnokban, a női szabadfogású bajnokságot pedig május 14-én Dabason.

## Eredmények

### Férfi kötöttfogás
| Versenyszám | Arany                           | Arany | Ezüst                         | Ezüst | Bronz                                                                | Bronz |
| ----------- | ------------------------------- | ----- | ----------------------------- | ----- | -------------------------------------------------------------------- | ----- |
| 55 kg       | Oláh Tibor Váci Forma SE        |       | Kollár Norbert Vasas SC       |       | Váradi Csaba Kecskeméti TEJakab Tibor Túrkevei VSE                   |       |
| 60 kg       | Majoros István Kecskeméti TE    |       | Lőrincz Tamás Ceglédi VSE     |       | Komáromi Ede Egri VasasPurczeld Gábor Csepeli BC                     |       |
| 66 kg       | Kliment László Ferencvárosi TC  |       | Nagy Balázs Kecskeméti TE     |       | Kácsor László Vasas SCZelei István Kecskeméti TE                     |       |
| 74 kg       | Horváth András Kecskeméti TE    |       | Füredy Levente BVSC-Ganz-Tát  |       | Lakatos Zoltán Egri Vasas-Ferencvárosi TCBácsi Péter Ferencvárosi TC |       |
| 84 kg       | Berzicza Tamás Kecskeméti TE    |       | Virág Szilárd Ferencvárosi TC |       | Fodor Zoltán Ferencvárosi TCKun Mátyás Egri Vasas                    |       |
| 96 kg       | Virág Lajos Vasas SC-Egri Vasas |       | Németh Iván Ferencvárosi TC   |       | Kaló Béla Kecskeméti TEFekete Gábor Tatabányai SC                    |       |
| 120 kg      | Deák Bárdos Mihály Vasas SC     |       | Branda Gyula Kőbánya SC       |       | Nunajev Juszup Váci Forma SEBures Antal Vasas SC                     |       |

### Férfi szabadfogás
| Versenyszám | Arany                                      | Arany | Ezüst                              | Ezüst | Bronz                                                      | Bronz |
| ----------- | ------------------------------------------ | ----- | ---------------------------------- | ----- | ---------------------------------------------------------- | ----- |
| 55 kg       | Majer Roland Kecskeméti TE                 |       | Mohácsi László Csepeli BC          |       | Kiss Károly Túrkevei VSEJakab Tibor Túrkevei VSE           |       |
| 60 kg       | Dobozi Zoltán Csepeli BC                   |       | Zelei Gábor Kecskeméti TE          |       | Szatmári Zsolt Kanizsai BSEBeischlag Péter Csepeli BC      |       |
| 66 kg       | Wöller Gergő Vasi Volán SE                 |       | Lengvári Teofil Abonyi BC-Vasas SC |       | Vicsápi Miklós Pestszentimrei BSESzabó Gergő Váci Forma SE |       |
| 74 kg       | Hatos Gábor Haladás VSE                    |       | Veréb István Haladás VSE           |       | Szabó Norbert Csepeli BCWöller Ákos Vasi Volán SE          |       |
| 84 kg       | Kapuvári Gábor Sziget SC                   |       | Szabacsi József Vasas SC           |       | Kiss Tamás Orosházi SpartacusLakatos Győző Túrkevei VSE    |       |
| 96 kg       | Kiss Gergely Csepeli BC-Orosházi Spartacus |       | Farkas Zoltán Váci Forma SE        |       | Martin Gábor Vasas SCVancsó Viktor Diósgyőri BC            |       |
| 120 kg      | Aubéli Ottó Váci Forma SE                  |       | Tóth András Csepeli BC             |       | Balogh Zsolt Sziget SCBalla András Vasas SC                |       |

### Női szabadfogás
| Versenyszám | Arany                                                | Arany | Ezüst                                 | Ezüst | Bronz                                                                          | Bronz |
| ----------- | ---------------------------------------------------- | ----- | ------------------------------------- | ----- | ------------------------------------------------------------------------------ | ----- |
| 51 kg       | Vadász-Ember Andrea Húsos Kinizsi SE                 |       | Szebeni Petra Csepeli BC              |       | Császár Krisztina Diósgyőri BC                                                 |       |
| 55 kg       | Godó Kitti Ferencvárosi TC                           |       | Szabó Emese Kiskunfélegyházi Vasas    |       | Kelemen Judit Csepeli BC                                                       |       |
| 59 kg       | Sastin Marianna Csepeli BC-Mosonmagyaróvári Delta SE |       | Hajdú Anikó Mosonmagyaróvári Delta SE |       | Szász Boróka Honvéd Szondi SE                                                  |       |
| 63 kg       | Szerencse Mónika Ferencvárosi TC                     |       | Németh Melinda Érdi Spartacus         |       | Schleer Barbara Dorogi SE                                                      |       |
| 67 kg       | Lenkó Petra Dunaharaszti MTK                         |       | Kovács Ágnes Érdi Spartacus           |       | Zombori Boróka Csepeli BC-Testnevelési Főiskola SE                             |       |
| 72 kg       | Soós Rita Csepeli BC                                 |       | Dankó Mónika Esztergomi BSE           |       | Klézl Zsuzsanna Csepeli BC-Testnevelési Főiskola SEPintér Enikő Érdi Spartacus |       |